# 론 테일러
론 테일러(Ron Taylor, 1952년 10월 16일 ~ 2002년 1월 16일)는 미국의 배우, 영화배우, 가수, 텔레비전 배우, 성우이다.
갤버스턴에서 태어났으며 로스앤젤레스에서 사망하였다. 사인은 심근 경색이다.

## 영화
- 리투얼 (2001년)
- FBI 기동 타격대 7 (1994년)
- 흑백 소동 (1993년)
- 단판 승부 (1993년)
- 천국으로 가는 장의사 (1991년)
- 집시 반란 (1990년)
- 하트 컨디션 (1990년)
- 리렌트리스 (1989년)
- 체어 (1989년)
- 초능력 형사 바비 (1989년)
- 심슨 가족 (1989년)
- 와이즈가이 (1987년)
- 익스터미네이터 2 (1984년)
- 대역전 (1983년)